# Matthias Fontheim
Matthias Fontheim (geb. 30. November 1956 in Krefeld) ist ein deutscher Theaterregisseur und Theaterintendant.

## Leben
Fontheim wurde als Sohn des Theaterintendanten Joachim Fontheim und seiner Frau Marianne am Niederrhein geboren und ist dort aufgewachsen.
1972 zog er mit seiner Mutter nach Pforzheim, trat dort neben der Schule einer Theatergruppe bei und spielte in einer Rockband. Nach dem Abitur ging Fontheim 1978 zur Regie und Schauspielausbildung an die damalige Schauspiel-Akademie Zürich. In Zürich kam es 1981 zu einer siebenmonatigen projektbezogenen Zusammenarbeit mit der Regisseurin Andrea Breth anlässlich der Uraufführung des Theatertextes "Proper Operation" von Jürg Laederach.
1982 wurde Fontheim vom damaligen Düsseldorfer Intendanten Günther Beelitz als Schauspieler an das Düsseldorfer Schauspielhaus engagiert, wo er unter anderem mit den Regisseuren B. K. Tragelehn, Johannes Schaaf, Peter Palitzsch und  Felix Prader zusammenarbeitete. Ab 1984 inszenierte er als freiberuflicher Regisseur regelmäßig am Theater Freiburg, an den Staatstheatern in Darmstadt und Kassel, am Landestheater Tübingen und am Theater Kiel. 1989 berief ihn Intendant Eberhard Witt in sein neu zusammengestelltes Leitungsteam am Niedersächsischen Staatstheater Hannover, anfänglich gemeinsam mit den Regisseuren Thomas Reichert, Klaus Emmerich und Dimiter Gotscheff, später stieß Matthias Hartmann dazu.
In Hannover brachte er neben einigen erfolgreichen musikalischen Inszenierungen u. a. eine vielbeachtete  Aufführung des Eugene O’Neill Klassikers Gier unter Ulmen, sowie die deutsche Erstaufführung des Peter-Handke-Stückes Das Spiel vom Fragen heraus. Diese Aufführung wurde 1991 auch beim Festival Mülheimer Theatertage gezeigt. 1992 inszenierte er am Zürcher Schauspielhaus Über allen Gipfel ist Ruh von Thomas Bernhard mit Maria Becker und Peter Arens in den Hauptrollen.
1993 wechselte das Team um Intendant Witt mit Matthias Fontheim an das Residenztheater/Bayerische Staatsschauspiel in München. Seine dortige Inszenierung von  Herr Paul, ein Stück des Dramatikerpaares Tankred Dorst/Ursula Ehler, wurde 1994 für den TV-Sender Bayerischer Rundfunk aufgezeichnet. 1996 arbeitete er in München gemeinsam mit Hanna Schygulla an dem Elfriede Jelinek Projekt Begierde und Fahrerlaubnis, das später mit Hanna Schygulla auf diversen Festivals in Europa zu sehen war, unter anderem in französischer Sprache in Paris.
Von 2000 bis 2006 leitete er als Intendant das Schauspielhaus Graz. In Graz inszenierte Fontheim 2003 mit Ariadne auf Naxos von Richard Strauss auch seine erste Oper, die musikalische Leitung hatte Philippe Jordan. 2005 war er Jurymitglied beim Festival Heidelberger Stückemarkt.
Von 2006 bis 2014 war er als Intendant am Staatstheater Mainz tätig. Seit der Spielzeit  2014/15 arbeitet er wieder als freiberuflicher Regisseur.
2008 wurde er in die Deutsche Akademie der Darstellenden Künste aufgenommen. Er inszeniert im Musiktheater und im Schauspiel, neben klassischen Werken auch immer wieder Stücke der zeitgenössischen Autoren Simon Stephens und Bruce Norris, deren maßgeblicher Entdecker und Förderer für den deutschsprachigen Theaterraum er in den Jahren seiner Intendanzen in Graz und Mainz gewesen ist.

## Nominierungen
2003 war er als Regisseur für den Nestroy-Theaterpreis für seine Inszenierung der Tragikomödie Das weite Land nominiert. Er ist zudem Mitglied der Beurteilungsjury des Preises.